# Благодарность Верховного главнокомандующего Вооружёнными силами Российской Федерации
Благодарность Верховного Главнокомандующего Вооружёнными Силами Российской Федерации — форма поощрения за заслуги в исполнении воинского долга, обеспечении безопасности государства и укреплении его обороноспособности.

## История
Впервые Верховный главнокомандующий Вооружёнными Силами Российской Федерации использовал эту форму поощрения личного состава 11 февраля 2000 года, когда был издан Приказ Верховного Главнокомандующего Вооруженными Силами Российской Федерации № 1 «О поощрении личного состава Объединённой группировки войск (сил) по проведению контртеррористических операций на территории Северо-Кавказского региона Российской Федерации».
Впоследствии, Президент Российской Федерации ещё дважды применял эту форму поощрения:
- 22 февраля 2002 года были поощрены военнослужащие Вооружённых Сил Российской Федерации, других войск, воинских формирований и органов образцово выполнявших свой воинский долг и проявивших самоотверженность в служении Отечеству.[2]
- 18 августа 2008 года были поощрены военнослужащие Вооружённых Сил Российской Федерации, других войск, воинских формирований и органов, проявившие отвагу и самоотверженность при выполнении задач по восстановлению мира и безопасности в зоне грузино-осетинского конфликта.[3]

До 5 мая 2009 года не было определённых правил применения данного поощрения. Президент Российской Федерации Дмитрий Анатольевич Медведев, указом от 5 мая 2009 года № 503 «О Грамоте Верховного Главнокомандующего Вооружёнными Силами Российской Федерации и благодарности Верховного Главнокомандующего Вооружёнными Силами Российской Федерации» утвердил положение о благодарности.

## Положение о благодарности
Благодарность объявляется:
- личному составу объединений, соединений, воинских частей (кораблей) и учреждений Вооружённых Сил Российской Федерации, других войск, воинских формирований и органов, группировок войск и воинских контингентов,
- коллективам организаций Вооружённых Сил Российской Федерации, других войск, воинских формирований и органов,
- коллективам предприятий, организаций и учреждений независимо от формы собственности, выполняющих государственный оборонный заказ,
- гражданам других государств и лицам без гражданства.

Основанием для объявления благодарности являются заслуги в исполнении воинского долга, обеспечении безопасности государства и укреплении его обороноспособности.
Об объявлении благодарности издаётся приказ Верховного Главнокомандующего Вооружёнными Силами Российской Федерации.
При объявлении благодарности личному составу или коллективу, благодарность вручается каждому военнослужащему и работнику.